# Брэйн, Джон
Джон Брэйн, или Брейн (John Braine; 13 апреля 1922 — 28 октября 1986) — английский писатель, представитель группы писателей Рассерженные молодые люди.

## Биография
Брэйн родился в городе Брэдфорд, графство Уэст-Йоркшир. В 16 лет бросил школу, был рабочим в магазине, техническим сотрудником научной лаборатории. Во время Второй мировой войны служил на флоте. После войны работал библиотекарем в провинциальном городе Бингли. В 1955 году женился, в браке родились четверо детей. Находясь на лечении в туберкулёзной больнице, начал писать.
Первый его роман «Путь наверх» (1957) стал бестселлером, этаким программным произведением рассерженных молодых людей. В романе Джо Лэмптон для достижения карьерного успеха и материального благополучия меняет свою любовь к девушке на брак по расчёту. Этот брак открывает перед ним возможность быстрого продвижения по карьерной лестнице, но это не приносит ему внутри ощущения счастья. Брэйн описывает в романе некое раздвоение сущности героя: порабощённый успехом, карьерой, материальным, оказывается в противоречии со своей природой, самоудовлетворённостью, счастьем. Роман был воспринят как свидетельство иллюзорности тех ценностей, которые были приняты в тогдашнем обществе. В 1959 году роман был экранизирован.
После достижения литературного успеха переехал на юг Англии. В 1959 вышел автобиографический роман «Водай» (1959). В романе отражён период, когда Брэйн лечился от туберкулёза. В нём выздоровление героя связывается с победой его над злыми духами.
Писатель Колин Уилсон, одно время друживший с Брэйном, вспоминает о поездке в Ленинград в июле 1960 года, в которой принимал участие сам Уилсон с женой, Брэйн с женом Пэт и сыном Джонатаном, а также Боб и Пэт Питманы. Они путешествовавли в Ленинград на корабле, и во время путешествия Брэйн говорил о том, что решил написать продолжение «Пути наверх», однако ещё не придумал сюжет. Поскольку роман Брэйна был издан в СССР большим тиражом и стал очень популярен, Брэйна пригласили также в Москву на встречу в Союзе писателей.
В 1962 году Брэйн пишет продолжение романа «Путь наверх» — «Жизнь наверху». В романе Джо Лэмптон, достигший уже высот общественного положения, сомневается в правильности выбора такой жизни. Фильм был экранизирован в 1965 году.
Долгое время Брэйн считался «левым», пока в 1960-е годы не заявил открыто, что стоит на консервативных позициях. В 1967 году подписал письмо о поддержке США во время войны во Вьетнаме. В романе Брэйна «Огненный перст» (1977) описана деятельность ультралевой организации, замышляющей государственный переворот в Великобритании.
В 1970-80-е годы он пишет произведения, близкие к массовой литературе, не имевшие успеха у читателей. Брэйн умер в 1986 году в возрасте 64 лет.